# 路德维希·兰登
路德维希·兰登（德語：Ludwig Landen，1908年11月6日—1985年10月14日），德国男子皮划艇运动员。他曾代表德国参加1936年夏季奥林匹克运动会皮划艇比赛，获得男子双人皮艇10000米金牌。